# Agyrta reyesensis
Agyrta reyesensis là một loài bướm đêm thuộc phân họ Arctiinae, họ Erebidae.